# Gonyaulacaceae
Famille
La famille des Gonyaulacaceae est une famille d’algues dinophycées de l’ordre des Gonyaulacales.

## Étymologie
Le nom vient du genre type Gonyaulax, dérivé du grec γόνυ / góny, « genou ; », et  αὖλαξ / aulax, sillon, 

## Liste des genres et sous-familles
Selon AlgaeBase (10 mars 2019) :
- Acanthogonyaulax (C.A.Kofoid) H.W.Graham
- Amiculosphaera R.Harland
- Amylax A.Meunier
- Ataxiodinium Reid
- Athigmatocysta S.Duxbury
- Atlantodinium M.Zotto, W.S.Drugg & D.Habib
- Bitectatodinium G.J.Wilson
- Caledonidinium Reid
- Caspidinium Marret
- Cerebrocysta Bujak
- Conneximura F.May
- Coronifera Cookson & Eisenack
- Corrudinium Stover & Evitt
- Emmetrocysta Stover
- Evittosphaerula Manum
- Florentinia Davey & Verdier
- Glaphyrosphaera P.Schiøler & G.J.Wilson
- sous-famille des Gonyaulacoideae
- Gonyaulax Diesing
- Herendeenia Wiggins
- Impagidinium L.E.Stover & W.R.Evitt
- Kaiwaradinium Wilson
- Lagenorhytis S. Duxbury
- Lingulodinium D.Wall
- Melanodinium Schiller
- Melitasphaeridium Harland & Hill
- Pervosphaeridium Yun Hyesu
- Protoellipsodinium R.J. Davey & J.P. Verdier
- Pterodinium Eisenack
- Rottnestia Cookson & Eisenack
- Roulea Gourret
- Sirmiodiniopsis Drugg
- Speetonia S. Duxbury
- Spiraulax Kofoid
- Spiraulaxina Loeblich III
- Stanfordella Helenes, J. & Lucas-Clark, J.
- Steiniella Schütt
- Unipontidinium Wrenn

Selon Catalogue of Life (10 mars 2019) :
- Acanthogonyaulax
- Achilleodinium
- Achomosphaera
- Actinotheca
- Aireiana
- Aldorfia
- Alexandrium
- Ambonosphaera
- Amiculosphaera
- Amphorosphaeridium
- Amphorula
- Amylax
- Apteodinium
- Arachnodinium
- Araneosphaera
- Archeotectatum
- Areosphaeridium
- Ataxiodinium
- Avellodinium
- Bacchidinium
- Barbatacysta
- Belodinium
- Bitectatodinium
- Cannosphaeropsis
- Carpatella
- Carpodinium
- Catastomocystis
- Cernicysta
- Chytroeisphaeridia
- Clathroctenocystis
- Cometodinium
- Compositosphaeridium
- Coniferatium
- Conneximura
- Conosphaeridium
- Cordosphaeridium
- Coronifera
- Corradinisphaeridium
- Cribroperidinium
- Cryptarchaeodinium
- Ctenidodinium
- Cymososphaeridium
- Damassadinium
- Danea
- Dimidium
- Diphasiosphaera
- Diphyes
- Discorsia
- Disphaerogena
- Dissiliodinium
- Durotrigia
- Eatonicysta
- Ectosphaeropsis
- Edwardsiella
- Egmontodinium
- Emmetrocysta
- Emslandia
- Endoscrinium
- Energlynia
- Eodinia
- Epitricysta
- Escharisphaeridia
- Evittosphaerula
- Exiguisphaera
- Fibrocysta
- Filisphaera
- Florentinia
- Foucheria
- Frigatadinium
- Furzidinium
- Galeacysta
- Gelatia
- Glossodinium
- Gongylodinium
- Gonyaulacysta
- Gonyaulax
- Gordiacysta
- Habibacysta
- Hafniasphaera
- Hapsocysta
- Helbydinium
- Heliodinium
- Hemiplacophora
- Hemisphaeridium
- Herendeenia
- Hexasphaera
- Histiophora
- Hurunuia
- Hystrichodinium
- Hystrichokolpoma
- Hystrichosphaera
- Hystrichosphaerina
- Hystrichosphaeropsis
- Hystrichostrogylon
- Ifecysta
- Impagidinium
- Invertocysta
- Isthmocystis
- Kaiwaradinium
- Kallosphaeridium
- Kenleyia
- Kiokansium
- Kipatimudinium
- Kleithriasphaeridium
- Komewuia
- Korystocysta
- Lagenorhytis
- Lanterna
- Lanternosphaeridium
- Leptodinium
- Liesbergia
- Limbodinium
- Lingulodinium
- Lithodinia
- Litosphaeridium
- Lophocysta
- Meiourogonyaulax
- Melitasphaeridium
- Meristaulax
- Millioudodinium
- Mosaicodinium
- Muraticysta
- Muratodinium
- Nelchinopsis
- Nematosphaeropsis
- Neodiacrodium
- Nexosispinum
- Occisucysta
- Ochetodinium
- Okerisphaeridium
- Oligokolpoma
- Oligosphaeridium
- Omatia
- Operculodinium
- Palmnickia
- Pandadinium
- Pentadinium
- Perisseiasphaeridium
- Pervosphaeridium
- Pilosidinium
- Prionodinium
- Protoceratium
- Protoellipsodinium
- Psaligonyaulax
- Pterocysta
- Pterodinium
- Pyxidinopsis
- Rhynchodiniopsis
- Rigaudella
- Rotosphaeropsis
- Rottnestia
- Samlandia
- Saturnodinium
- Scriniodinium
- Sentusidinium
- Silicisphaera
- Sirmiodiniopsis
- Sirmiodinium
- Spiniferites
- Spongodinium
- Stephodinium
- Stiphrosphaeridium
- Stoveracysta
- Surculosphaeridium
- Systematophora
- Tapeinosphaeridium
- Tectatodinium
- Tehamadinium
- Thalassiphora
- Thompsodinium
- Trabeculidium
- Triblastula
- Trichodinium
- Tubotuberella
- Turbiosphaera
- Unipontidinium
- Vexillocysta
- Virgodinium
- Wanaea
- Whitecliffia
- Wigginsiella
- Xenicodinium
- Yalkalpodinium

Selon ITIS (10 mars 2019) :
- Acanthogonyaulax (Kof.) H. W. Graham
- Amphidoma Stein, 1883
- Amylax Meunier
- Gonyaulax Diesing
- Lingulodinium D. Wall, 1967
- Peridiniella Kofoid & Michener, 1911
- Protoceratium Bergh, 1881
- Schuettiella Balech, 1988
- Spiraulax Kof.

Selon NCBI (10 mars 2019) :
- Adenoides
- Alexandrium Halim, 1960
- Amylax
- Dapsilidinium
- Gonyaulax Diesing, 1866
- Protoceratium

Selon Paleobiology Database (10 mars 2019) :
- Achilleodinium
- Achomosphaera
- Avellodinium
- Cannosphaeropsis
- Cassiculosphaeridia
- Chytroeisphaeridia
- Cometodinium
- Cordosphaeridium
- Coronifera
- Corradinisphaeridium
- Cribroperidinium
- Ctenidodinium
- Diphyes
- Discorsia
- Dissiliodinium
- Endoscrinium
- Epitricysta
- Escharisphaeridia
- Fibradinium
- Fibrocysta
- Florentinia
- Gonyaulacysta
- Gonyaulax
- Hapsocysta
- Heterosphaeridium
- Hystrichodinium
- Hystrichokolpoma
- Hystrichosphaerina
- Impagidinium
- Kaiwaradinium
- Kallosphaeridium
- Kenleyia
- Kiokansium
- Kleithriasphaeridium
- sous-famille des Leptodinioideae
- Leptodinium
- Liesbergia
- Litosphaeridium
- Meiourogonyaulax
- Nexosispinum
- Oligosphaeridium
- Perisseiasphaeridium
- Pervosphaeridium
- Protoellipsodinium
- Psaligonyaulax
- Pterodinium
- Rhynchodiniopsis
- Rigaudella
- Rottnestia
- Scriniodinium
- Sentusidinium
- Sirmiodiniopsis
- Sirmiodinium
- Stephodinium
- Stiphrosphaeridium
- Surculosphaeridium
- Systematophora
- Tehamadinium
- Thalassiphora
- Trichodinium
- Tubotuberella
- Unipontidinium
- Wanaea
- Wilsonisphaera
- Yalkalpodinium

Selon World Register of Marine Species (10 mars 2019) :
- sous-famille des Gonyaulacoideae
- Acanthogonyaulax (Kofoid) Graham, 1942
- Amiculosphaera R.Harland, 1979
- Amylax Meunier, 1910
- Conneximura F.May, 1980 †
- Gonyaulax Diesing, 1866
- Lingulodinium D.Wall, 1967
- Protoceratium Bergh, 1881
- Stanfordella Helenes, J. & Lucas-Clark, J., 1997 †
- Thompsodinium Bourrelly, 1970

Selon World Register of Marine Species (10 mars 2019) :
- Acanthogonyaulax (Kofoid) Graham, 1942
- Amiculosphaera R.Harland, 1979
- Amylax Meunier, 1910
- Bitectatodinium G.J.Wilson, 1973
- Gonyaulax Diesing, 1866
- Lingulodinium D.Wall, 1967
- Protoceratium Bergh, 1881
- Thompsodinium Bourrelly, 1970